# Jesús Rosendo Prado
Jesús Rosendo Prado (Carmona, 16 de març de 1982) és un ciclista espanyol, professional des del 2007 al 2013.

## Palmarès
- 2004
  - Vencedor d'una etapa a la Volta a Tarragona
- 2011
  - Vencedor d'una etapa a la Rutes d'Amèrica

### Resultats a la Volta a Espanya
- 2007. 145è de la classificació general
- 2008. 116è de la classificació general
- 2009. 106è de la classificació general
- 2011. 99è de la classificació general
- 2012. No surt (19a etapa)